# Arcidiocesi di Siena-Colle di Val d'Elsa-Montalcino

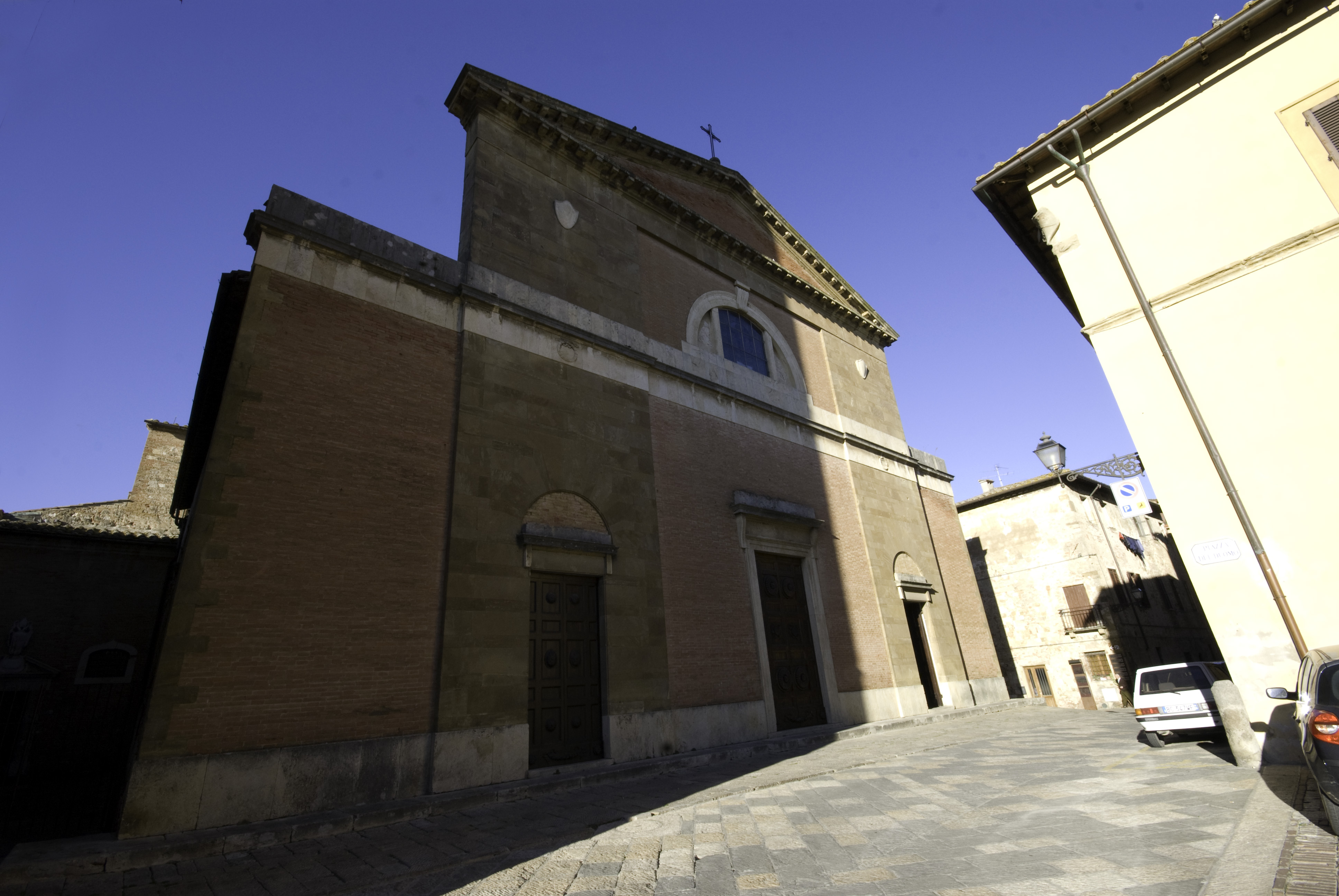
La Concattedrale dei Santi Alberto e Marziale di Colle di Val d'Elsa.

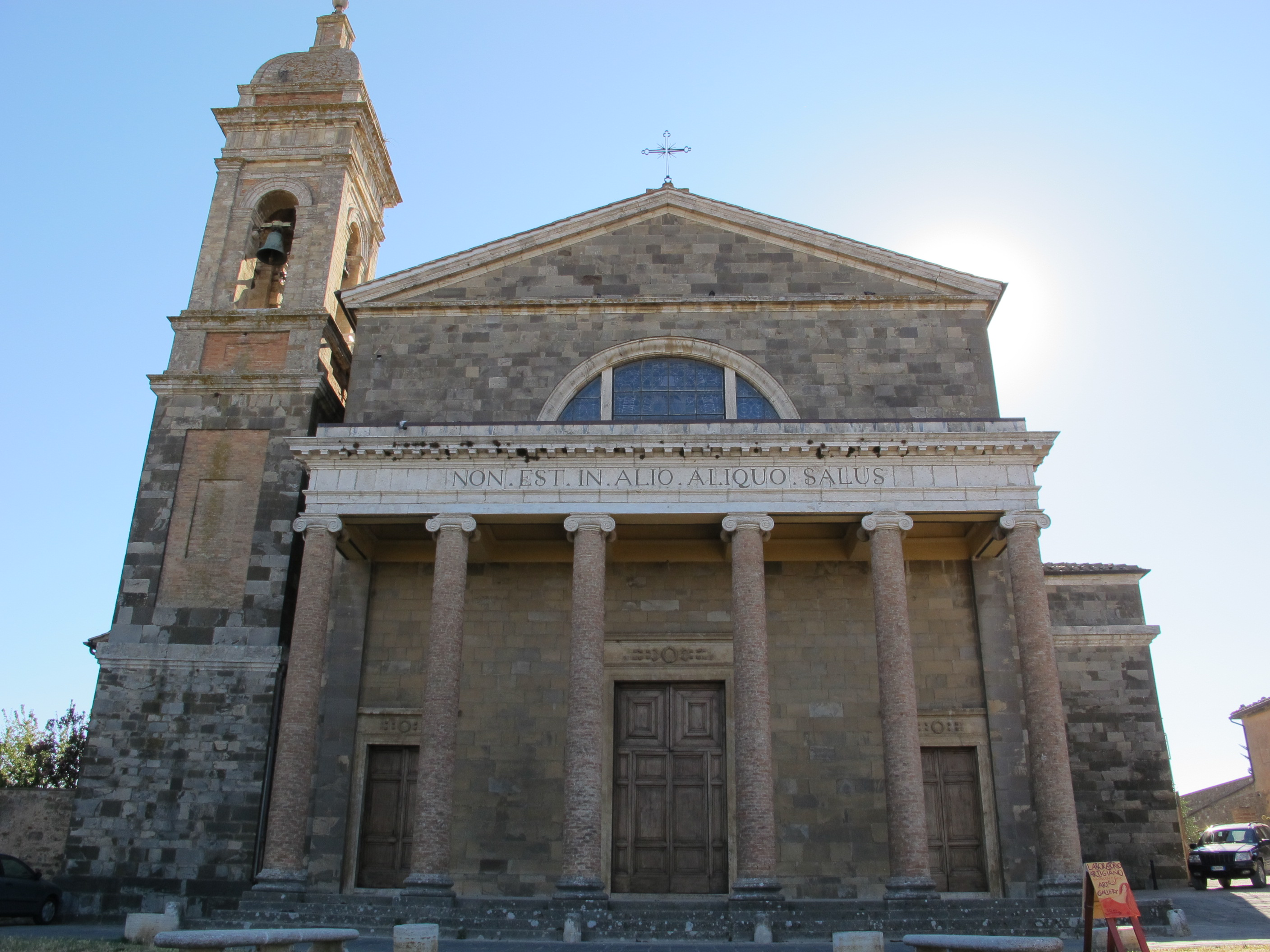
La Concattedrale del SS. Salvatore di Montalcino.

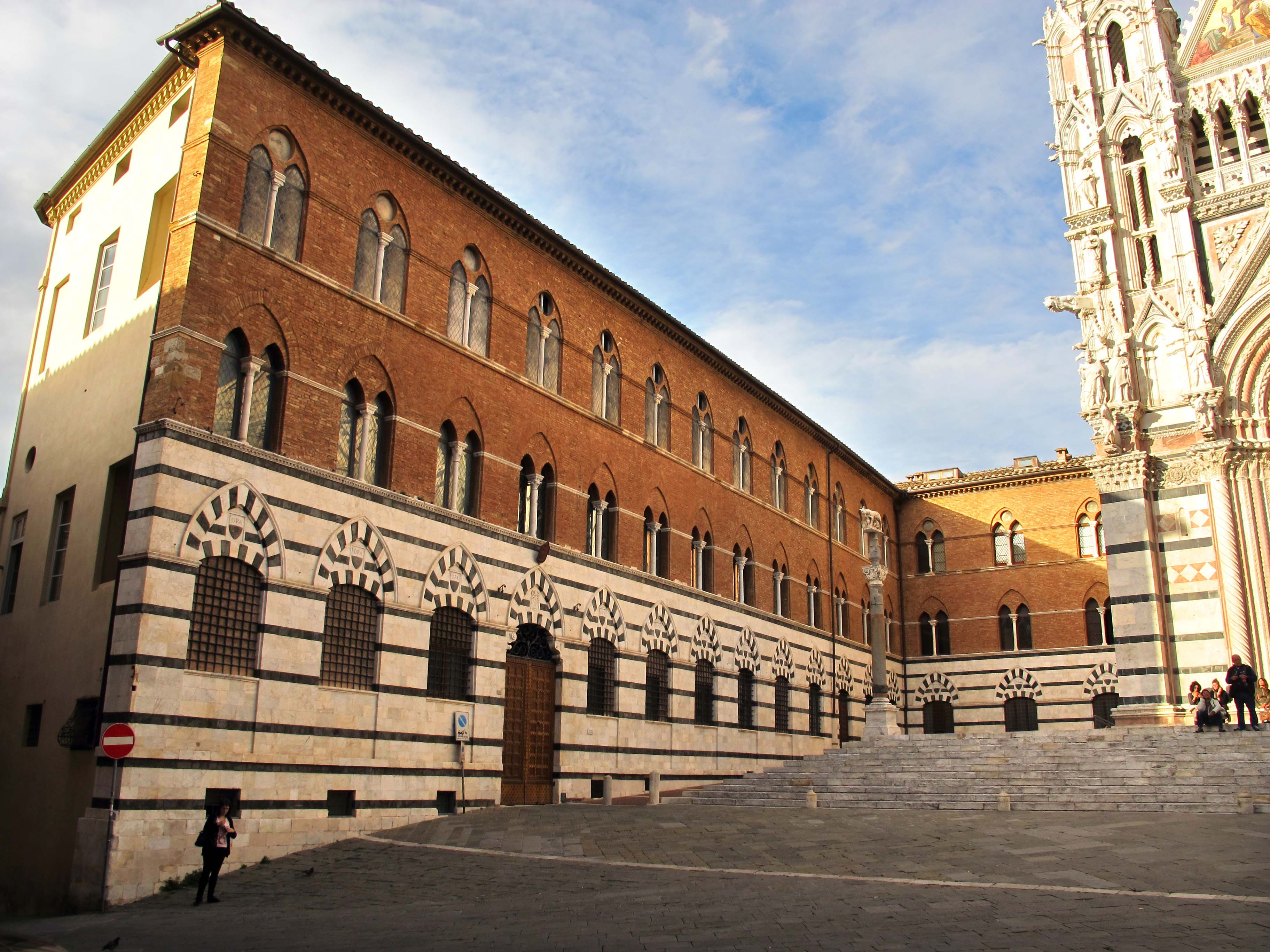
Il Palazzo Arcivescovile di Siena.

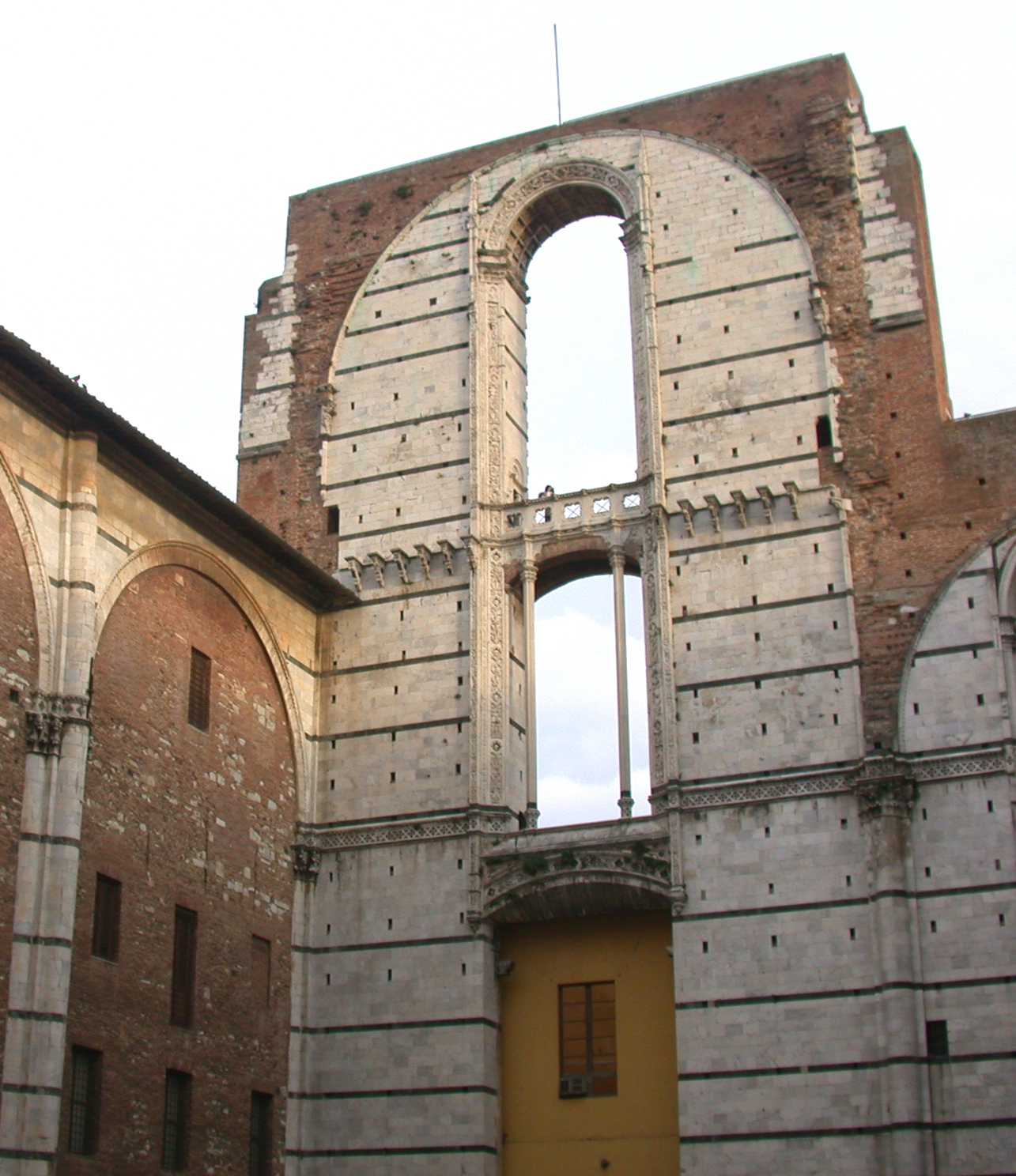
La facciata incompiuta del nuovo Duomo di Siena, detta anche Facciatone.

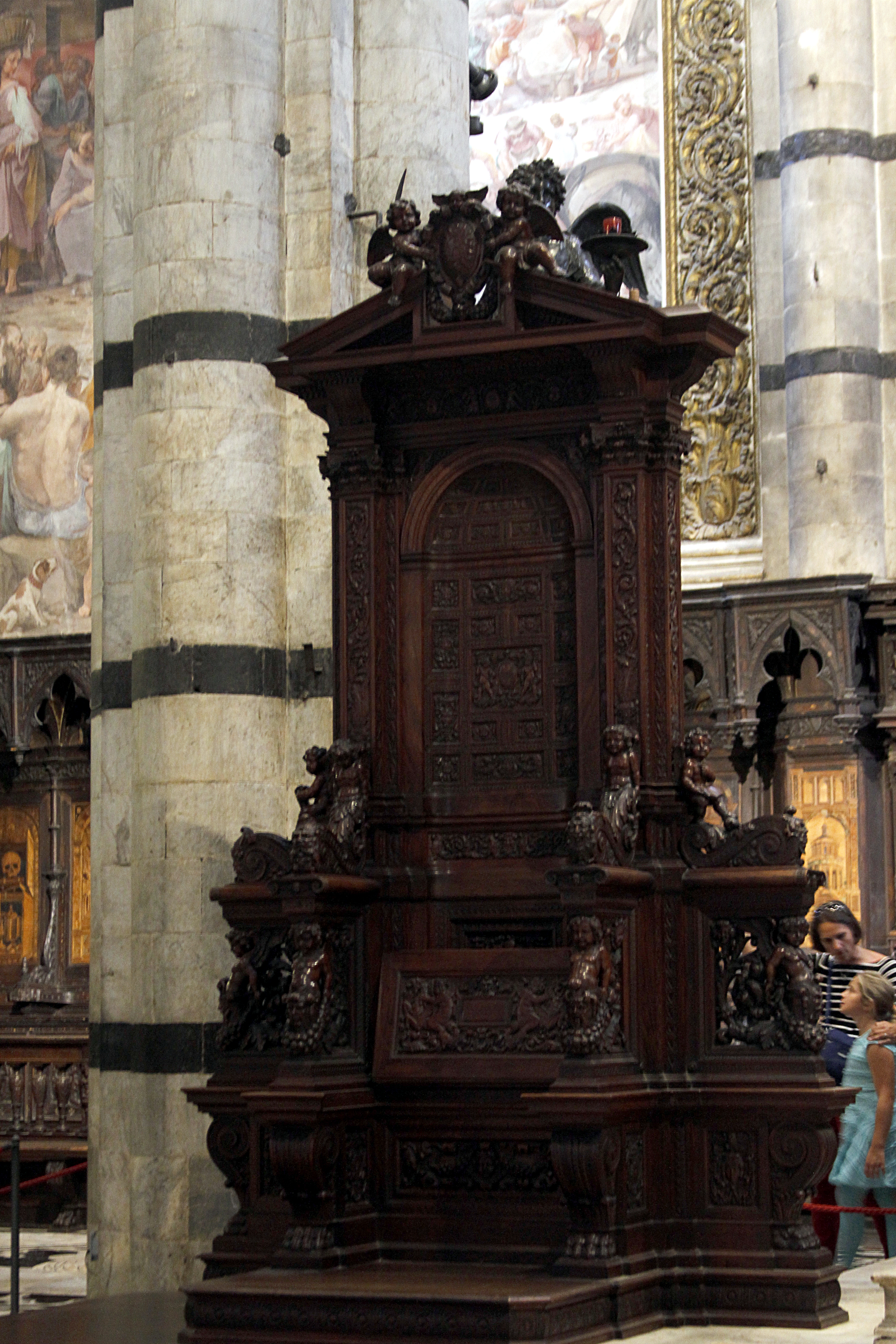
La "Cattedra metropolitana", all'interno della Cattedrale di Siena.

L'arcidiocesi di Siena-Colle di Val d'Elsa-Montalcino (in latino Archidioecesis Senensis-Collensis-Ilcinensis) è una sede metropolitana della Chiesa cattolica in Italia appartenente alla regione ecclesiastica Toscana. Nel 2023 contava 174.600 battezzati su 194.000 abitanti. È retta dall'arcivescovo cardinale Augusto Paolo Lojudice.

## Territorio
L'arcidiocesi si estende nel territorio della provincia di Siena e in parte anche nella provincia di Grosseto, comprendendo i comuni di Arcidosso, Asciano (eccetto quattro parrocchie, appartenenti all'abbazia territoriale di Monte Oliveto Maggiore), Buonconvento, Casole d'Elsa, Castel del Piano, Castellina in Chianti, Castelnuovo Berardenga, Castiglione d'Orcia, Chiusdino, Cinigiano, Civitella Paganico, Colle di Val d'Elsa, Montalcino, Monteroni d'Arbia, Monteriggioni, Monticiano, Murlo, Poggibonsi, San Gimignano, San Quirico d'Orcia, Seggiano, Siena, Sovicille. Si sviluppa da nord a sud, principalmente sul versante destro del fiume Ombrone con gli affluenti Arbia, Merse, Lanzo, Gretano; è attraversata dalla via Cassia e dalla via Grossetana.
Sede arcivescovile è la città di Siena, dove si trova la cattedrale metropolitana di Santa Maria Assunta. Due sono invece le concattedrali dell'arcidiocesi: Santi Marziale, Faustino e Giovita a Colle di Val d'Elsa e il Santissimo Salvatore a Montalcino.
Nel territorio dell'arcidiocesi sette santuari ed edifici di culto hanno il titolo di basilica minore;  nella città di Siena: San Domenico, San Bernardino all'Osservanza, San Clemente in Santa Maria de' Servi e San Francesco; a cui si aggiungono Santa Maria Assunta in San Gimignano, San Lucchese a Poggibonsi e Sant'Agata ad Asciano.
Il territorio è suddiviso in 139 parrocchie.
La provincia ecclesiastica di Siena-Colle di Val d'Elsa-Montalcino comprende quattro diocesi suffraganee:
- diocesi di Grosseto,
- diocesi di Massa Marittima-Piombino,
- diocesi di Montepulciano-Chiusi-Pienza,
- diocesi di Pitigliano-Sovana-Orbetello.

## Storia
L'odierna arcidiocesi è frutto della "piena unione", stabilita nel 1986, di tre antiche sedi episcopali: l'arcidiocesi di Siena, risalente secondo la tradizione al IV secolo, la diocesi di Montalcino, eretta nel 1462, e la diocesi di Colle di Val d'Elsa, costituita nel 1592.

### La sede senese
Secondo la tradizione il cristianesimo fu introdotto a Siena agli inizi del IV secolo per opera del giovane romano Ansano Anicio, martire per la fede sull'Arbia nel 303 e divenuto patrono principale della diocesi. Intitolati a Sant'Ansano sono documentati nel VII secolo un monastero e una chiesa.
La storia della diocesi per i primi secoli è priva di una sufficiente documentazione attendibile. La tradizione attestata dagli eruditi moderni pone Luciferio (o Lucifero) come primo vescovo di Siena nel 306. Dopo Luciferio, pare che fosse vescovo senese quel Floriano che, secondo Ottato, nel 313 intervenne al sinodo di Roma. Si ricordano in seguito Eusebio, il primo vescovo di cui si trovano espliciti riferimenti storiografici, che partecipò al sinodo romano del 465; Mauro, presente al concilio lateranense del 649 e nel quale concluse un compromesso con il vescovo di Arezzo sul possesso contrastato di diciotto pievi situate in territorio senese; e Vitaliano, che nel sinodo romano del 680 sottoscrisse la lettera sinodale all'imperatore bizantino Costantino IV.
La disputa con la Chiesa aretina sulla giurisdizione territoriale travagliò la storia dell'episcopato senese per quasi cinque secoli. Il compromesso per le pievi contese fu ripetutamente ignorato da ambo le parti e si succedettero lunghi contrasti con alterne vicende, degenerando anche in atti di sopruso; la questione, almeno giuridicamente, si concluse nel 1125, quando papa Onorio II impose il perpetuo silenzio sulla contesa, assegnando definitivamente i territori ad Arezzo. Già in epoca longobarda e poi carolingia si ha notizia delle prime fondazioni monastiche nel territorio della diocesi, solitamente legate a patronati di famiglie aristocratiche locali. Sorgono il monastero benedettino di Sant'Eugenio (730) e, sempre a breve distanza da Siena, il monastero femminile di Sant'Abbondio (detto Santa Bonda, fondato nell'801) sotto la diretta giurisdizione del vescovo. L'autorità episcopale in città e sul territorio, già forte nel periodo dei gastaldi longobardi, si rafforzò con i conti franchi.
Con lo sfasciarsi dell'Impero carolingio il vescovo rimase l'unica incontrastata autorità. Il conte imperiale rientrò in Siena soltanto con Ottone I e fu poco durevole. Il vescovo esercitò il potere con un consiglio di consoli nobili e chiamando la popolazione davanti alla chiesa per approvare le proposte.
Già dall'inizio dell'XI secolo il Capitolo della Cattedrale aveva assunto grande importanza: i canonici erano tenuti a vita comune, officiavano la liturgia nella Cattedrale e avevano dato vita ad una Schola canonicale, dalla quale ebbe poi origine l'antica Università. Fu canonico della Cattedrale di Siena anche il dotto San Bruno, poi vescovo di Segni. I canonici senesi fondarono nell'area dinanzi alla Cattedrale anche il grande Spedale di Santa Maria della Scala, per i pellegrini malati ed abbandonati, affidandone la cura ad una congregazione di laici, i Frati dello Spedale, ma riservandosi l'approvazione del Rettore e la vigilanza sull'amministrazione. Fino alla fine del XIV secolo il capitolo ebbe il diritto di eleggere il vescovo. A Siena fu eletto contro l'antipapa Benedetto X il legittimo papa Niccolò II (1058), segno che la Chiesa senese era in linea col nuovo movimento di riforma.
Il vescovo di Siena ottenne (nel 1055 circa) il privilegio di esercitare i diritti feudali su un ampio territorio tra l'Arbia e la Merse, denominato appunto il feudo vescovile di Murlo, sul quale la signoria dell'episcopato senese durò per oltre sette secoli, in pratica fino alla soppressione dei privilegi feudali sotto Pietro Leopoldo (1786) Granduca di Toscana. Nel secolo XI i grandi feudatari del territorio approfittarono del disordine politico e religioso originato dalla lotta tra Papato e Impero (quando Gregorio VII affrontò Enrico IV reggeva la Chiesa senese il vescovo Ridolfo, 1072-1084) per allargare i loro domini. Ma ormai il movimento per l'unificazione della vita comunale era in atto; e sotto la guida del vescovo e dei consoli veniva limitata la potenza dei grandi feudatari del territorio.
Nel 1159 fu eletto papa il giurista senese Rolando Bandinelli, che prese il nome di Alessandro III. Nelle tensioni sorte tra papa Alessandro e l'imperatore germanico Federico Barbarossa, il vescovo di Siena, l'attivo e zelante Ranieri (1129-1167), fu fervente sostenitore della linea papale nei confronti delle pretese imperiali. Sotto il suo episcopato accadde che i consoli di Siena, premuti dal vicario imperiale, imprigionarono alcuni ecclesiastici. Il vescovo Ranieri scomunicò i consoli e pose l'interdetto sulla città e il contado. Il clero restò fedele al papa concittadino, ma il vescovo fu costretto a fuggire da Siena senza farvi ritorno (morì nel 1170).
Risale a questo tempo la dedicazione della nuova Cattedrale. Siena ghibellina ebbe il riconoscimento imperiale delle città libere (1186); libera elezione dei consoli (che la città già eleggeva da vari decenni), libera di batter moneta e sovranità di governo su tutto il territorio ad essa annesso; il riconoscimento fu completato con l'istituzione del podestà (1199). Il movimento di unificazione comunale fu ostacolato da guerre continue tra Siena e Firenze, guerre che né i vescovi Buono (1189-1215) e Buonfiglio (1216-1252), né la predicazione di pace degli Ordini nuovi dei domenicani, francescani, e Servi di Maria placarono, finché Siena riuscì a debellare la rivale guelfa (1260) e a dominare sulla Toscana per un decennio, dopo essersi data una saggia costituzione civile (1262). I grossi mercanti e banchieri guelfi arrivarono ad impadronirsi del governo che essi, i Nove, tennero con saggezza ed energia e senza notevoli scosse per un lungo periodo (1292-1355).
I secoli XIII e XIV segnano un vero e proprio fiorire di santità nella Chiesa senese, con figure di primo piano nella storia della Chiesa, mistici e operatori di carità, dotti teologi, sapienti pastori e laici ferventi. L'esperienza del beato Andrea Gallerani (circa 1200-1251), fondatore della Casa di Misericordia (circa 1240) si allargò con la Compagnia dei Disciplinati sotto le volte dello Spedale (1295), la quale ha continuato a lungo la beneficenza antica sotto il nome di Società di Esecutori di pie disposizioni; San Bernardo Tolomei (1272-1348) fondò nel 1319 la Congregazione dei Monaci Benedettini Olivetani; sorsero le Certose di Maggiano, Pontignano e Belriguardo; il Comune volle progettare una nuova e più grande Cattedrale: il vescovo Donusdeo Malavolti (1313-1351) ne benedisse (1339) la prima pietra, ma l'ambizioso progetto rimase incompiuto e ad oggi se ne possono vedere le imponenti vestigia sul lato destro del Duomo. Siena era popolata di chiese, di conventi, di spedali abbelliti da notevoli opere d'arte. Tre anni dopo la peste del 1348, lo stesso vescovo Donusdeo beneficiò con il suo testamento (1351) 20 parrocchie, 34 conventi, 2 badie, 13 spedali. Nel secolo XIV l'eremo agostiniano Lecceto divenne centro di spiritualità e culla della riforma dell'Ordine agostiniano; il Beato Giovanni Colombini intorno al 1360 fondò a Siena l'Ordine dei Gesuati, ma soprattutto nacque, visse ed operò in questo periodo Santa Caterina (1347-1380), della famiglia Benincasa, oggi venerata come dottore della Chiesa (1970), compatrona d'Italia (1939) e compatrona d'Europa (1999). Dalla famiglia senese degli Albizzeschi nacque a Massa Marittima e si formò a Siena San Bernardino (1380-1444), che divenuto frate francescano sarà uno dei più insigni predicatori dell'Italia del tempo e riformatore dell'Ordine abbracciando il movimento dell'Osservanza. Fra i santi e i beati vissuti in questo periodo a Siena e nel territorio dell'attuale diocesi si annoverano anche: San Galgano fondatore dell'omonima Abbazia, il predicatore domenicano beato Ambrogio Sansedoni, il beato Antonio da Monticiano, il beato Lucesio (o Lucchese da Poggibonsi) primo terziario francescano, i Santi protomartiri francescani Pietro e Donnolo, la beata Fina da San Gimignano, il beato Pier Pettinaio, citato da Dante nella Commedia (Purg. XIII, 125-129), il beato Alberto da Chiatina, arciprete di Colle di Val d'Elsa, e il beato eremita carmelitano Franco da Grotti.
Durante questi secoli l'Università di Siena fu elevata dall'imperatore Carlo IV (1357) a Studio generale con facoltà al vescovo di conferire le lauree. Sempre a Siena si svolse l'incompiuto Concilio ecumenico del 1423.
Per la storia della Chiesa di Siena determinante fu l'episcopato di Enea Silvio Piccolomini (1450-1458), che innalzato al soglio pontificio con il nome di Pio II, elevò la sede di Siena al rango di arcidiocesi e sede metropolitana il 23 aprile 1459 con la bolla Triumphans Pastor. La bolla prevedeva inoltre che all'arcidiocesi di Siena fossero assegnate come suffraganee le diocesi di Chiusi, Grosseto e Sovana, fino ad allora, come Siena, appartenenti alla provincia ecclesiastica romana, oltre alla la diocesi di Massa Marittima e Populonia, già suffraganea di Pisa.
Fino alla fine del sec. XVI gli arcivescovi senesi furono tutti nominati tra i membri della nobile famiglia Piccolomini. Tra questi emergono il cardinale Francesco Todeschini Piccolomini (1460-1501), poi eletto papa col nome di Pio III, e Francesco Bandini Piccolomini, difensore del cattolicesimo contro i protestanti (1529-1588), nonostante i casi sporadici di defezione tra cui l'apostasia di Bernardino Ochino.
Il concilio di Trento estese anche a Siena il suo fervore riformistico, specialmente attraverso l'apostolato dei neo-istituiti ordini dei Cappuccini e dei Gesuiti, stabilitisi a Siena rispettivamente nel 1536 e nel 1555. Esponente del rinnovato zelo pastorale della Controriforma fu l'arcivescovo cardinale Francesco Maria Tarugi (1597-1607), oratoriano e già discepolo a Roma di San Filippo Neri, il quale tenne a Siena un Sinodo provinciale (1599) e una dettagliata Visita pastorale. Il clima spirituale del dopo Trento ebbe incisivi risvolti anche nella riorganizzazione delle antiche e la nascita di nuove Confraternite laicali e comunità religiose. Gli anni drammatici della caduta della Repubblica di Siena (1555) avevano ceduto il passo ad un rinnovato fervore religioso, l'orgoglio civico e il mai sopito spirito senese d'indipendenza avevano trovato nuovo motivo di essere nel culto alla Madonna di Provenzano, custodita e venerata nella nuova Insigne Collegiata, iniziata a costruire nel 1594 e aperta al culto con solenne dedicazione dall'arcivescovo Camillo Borghesi il 16 ottobre 1611. Con la devozione alla Madonna di Provenzano inizia anche la tradizione del Palio corso "alla tonda" in Piazza del Campo, come lo conosciamo oggi. Sempre nella seconda metà del secolo XVI emerge la figura di Matteo Guerra (1538-1601), legato anch'egli all'esperienza dell'Oratorio romano di Filippo Neri, e fondatore a Siena di una Congregazione, detta "dei Sacri Chiodi", a carattere misto laicale e clericale, in tutto simile allo spirito oratoriano. La Congregazione ebbe sede nella chiesa di San Giorgio in Pantaneto e fu di estrema importanza anche per la formazione del clero, almeno fino alla sua soppressione (1666) e al trasferimento dei suoi beni al seminario arcivescovile.
Il Seminario, in attuazione dei canoni tridentini, fu istituito per la prima volta come istituzione diocesana, sotto il diretto controllo dell'arcivescovo, nel 1614, dal cardinale arcivescovo Metello Bichi (1612-1615). Ebbe la sua prima sede nella chiesa di San Desiderio, presso l'abside del Duomo. Con l'arcivescovo Ascanio II Piccolomini il Seminario Arcivescovile Senese fu trasferito nel 1666 presso la chiesa di San Giorgio, già sede della Congregazione dei S. Chiodi; irrobustito dalla munificenza del papa senese Alessandro VII (1655-1667), richiamava giovani da ogni parte della Toscana, quasi in gara col Convitto Tolomei diretto dai Gesuiti, ai quali dopo la soppressione (1774) subentrarono gli Scolopi.
Il 14 agosto 1730 avvenne il furto sacrilego di 351 ostie consacrate nella basilica di San Francesco, ritrovate poi il 17 agosto nella Collegiata di santa Maria in Provenzano. Le SS. Particole, in numero di 223, sono tutt'oggi conservate prodigiosamente incorrotte nella basilica di San Francesco e sono note come il Miracolo eucaristico di Siena.
Le controversie sul giansenismo sfiorarono appena la diocesi. Ma quando il granduca Pietro Leopoldo pretese di attuare le sue riforme religiose, l'arcivescovo Tiberio Borghesi, in seguito alla soppressione granducale delle compagnie laicali e del riassestamento delle parrocchie cittadine (1783-1786), difese fermamente i diritti della dottrina e disciplina ecclesiastica.
Gli ordini religiosi soppressi dai francesi (1808-1809) ritornarono dopo la Restaurazione. Durante il periodo risorgimentale fu arcivescovo Giuseppe Mancini (1824-1855), uomo di grande cultura e carità pastorale; sotto il suo episcopato il Seminario arcivescovile fu trasferito nel complesso conventuale di San Francesco. Seguirono gli anni turbolenti della caduta del Granducato di Toscana e della sua annessione al Regno d'Italia, con l'ennesima soppressione degli ordini religiosi e l'incameramento della maggior parte dei loro beni da parte dello Stato post-unitario. Nel 1914, per opera dell'arcivescovo Prospero Scaccia, il Seminario ottenne la facoltà di conferire lauree in teologia, che mantenne fino alla riforma di Pio XI nel 1931; l'Università di Siena aveva infatti soppresso la facoltà di teologia nel 1860. Nel 1920, sempre durante l'episcopato di mons. Scaccia, papa Benedetto XV beatificò la senese Anna Maria Taigi (1769-1837), terziaria trinitaria, nata a Siena e trasferitasi poi a Roma, dove fu sposa e madre esemplare, fervente nella preghiera e zelante nella carità.
Durante gli anni drammatici della seconda guerra mondiale resse le sorti dell'arcidiocesi il bresciano Mario Toccabelli (1935-1961), che contribuì non poco, attraverso i contatti con le forze belligeranti, a risparmiare Siena dal flagello dei bombardamenti e delle distruzioni. Il 18 giugno 1944 rinnovò solennemente l'atto di donazione della Città alla Madonna. Nel 1954 il Seminario Arcivescovile Senese fu eretto, da papa Pio XII, in Pontificio Seminario Regionale, mantenendo la sua sede in San Francesco.
Nella seconda metà del Novecento l'arcidiocesi ottenne due importanti ampliamenti territoriali: nel luglio 1954 vengono aggregati all'arcidiocesi i due vicariati di Chiusdino e Monticiano, scorporati dalla diocesi di Volterra, mentre nel corso degli anni '70, sul versante nord-orientale, dalla diocesi di Arezzo fu trasferito a quella di Siena il territorio di Asciano nel 1975 e le parrocchie sulle rive dell'Arbia legate al culto di sant'Ansano, ossia Dofana e Montaperti, nel 1978.
Il 6 giugno 1961 fu nominato arcivescovo di Siena Mario Jsmaele Castellano, già frate domenicano, vescovo di Volterra e poi assistente ecclesiastico dell'Azione Cattolica. Castellano prese parte attiva al Concilio Vaticano II, fondò e promosse l'Associazione Internazionale dei Caterinati, accolse papa San Giovanni Paolo II nella sua prima visita a Siena (1980). Durante il suo episcopato fu beatificata la religiosa senese Savina Petrilli, fondatrice della Congregazione delle Sorelle dei Poveri di S. Caterina da Siena. Nel 1975 fu nominato anche vescovo di Colle di Val d'Elsa e nel 1978 vescovo di Montalcino.
Tre Presuli della Chiesa senese sono stati elevati al soglio pontificio: Eugenio IV, Pio II e Pio III. Sono inoltre originari di Siena e del suo territorio i papi: San Giovanni I, San Gregorio VII, Alessandro III, Marcello II, Paolo V e Alessandro VII.

### La sede di Montalcino
La fede cristiana giunse nel territorio di Montalcino nei primi secoli. Nell'area che si trovava sul confine fra gli antichi episcopati di Arezzo e Chiusi sorgevano diverse chiese pievaniali (cioè dotate di battistero), ampiamente documentate in epoca longobarda e carolingia. Nell'area dell'attuale insediamento urbano fu edificata nell'XI secolo la pieve del Santissimo Salvatore, principale chiesa cittadina che diverrà poi la futura cattedrale della diocesi.
Il centro della vita cristiana, oltre che politica, economica e culturale di tutta l'area, emerge tuttavia nella metà dell'VIII secolo con la fondazione dell'abbazia di Sant'Antimo, pochi chilometri più a sud di Montalcino, nel territorio della diocesi di Chiusi, sede da allora di un'importante presenza monastica benedettina. Nell'814 il castello di Montalcino fu donato dall'imperatore Ludovico il Pio agli Abati di S. Antimo, con diritto di giurisdizione sia spirituale che temporale. Il governo dell'Abbazia su Montalcino ebbe termine nel XIII secolo, allorché il castello passò sotto il dominio della Repubblica di Siena. Proseguì tuttavia la giurisdizione canonica, confermata dai papi a partire da Anastasio IV con la bolla Cum omnibus del 1153.
La diocesi di Montalcino fu eretta il 13 agosto 1462 con la bolla Pro excellenti di papa Pio II, ricavandone il territorio dalle diocesi di Arezzo (11 parrocchie), di Grosseto (6 parrocchie) e di Chiusi (6 parrocchie). L'antica pieve romanica del SS. Salvatore venne elevata al rango di Cattedrale. Originariamente Montalcino era unita aeque principaliter alla diocesi di Pienza ed immediatamente soggetta alla Santa Sede. Il primo vescovo di Pienza e Montalcino fu il nobile senese Giovanni Cinughi de' Pazzi (1462-1470).
Girolamo II Piccolomini, figlio di Bonsignore, ottenne il 20 novembre 1528 da papa Clemente VII la divisione temporanea delle due sedi. Questa prima divisione durò fino al 1535. L'unione tra Montalcino e Pienza fu revocata una seconda volta tra il 1554 e il 1563. Il 23 maggio 1594 con la bolla Ad exequendum papa Clemente VIII divise definitivamente Montalcino da Pienza, con effetto a partire dalla fine dell'episcopato dell'allora vescovo in carica Francesco Maria Piccolomini, conclusosi con la sua morte nel 1599.
In occasione della divisione temporanea del 1528 alla diocesi di Montalcino furono assegnate le terre e i beni dell'abbazia ormai decaduta, e al vescovo da allora fu trasmesso anche il titolo di "abate di Sant'Antimo".
Il 15 giugno 1772, col beneplacito di papa Clemente XIV, Montalcino si ingrandì ulteriormente per l'acquisizione di sei pievi dalla diocesi di Chiusi e di otto pievi da quella di Pienza.
Si deve al vescovo Giuseppe Bernardino Pecci (1774-1809), già Abate generale olivetano, la fondazione del seminario diocesano nei locali dell'antico convento di Sant'Agostino.
Nel 1817, sotto l'episcopato di Giacinto Pippi, si decise di demolire l'antica cattedrale, ormai inadeguata e fatiscente; la nuova cattedrale che mantenne il titolo del SS. Salvatore, in stile neoclassico, opera dell'architetto senese Agostino Fantastici, fu aperta al culto e solennemente dedicata nel 1832 dal vescovo Giovanni Bindi Sergardi.
L'ultimo vescovo di Montalcino fu il pistoiese Ireneo Chelucci (1938-1970), che resse a lungo la diocesi, attraverso gli anni drammatici del passaggio della seconda Guerra mondiale e partecipò come Padre conciliare ai lavori del Concilio Vaticano II.
Alla vigilia dell'unione con Siena e Colle di Val d'Elsa, la diocesi di Montalcino comprendeva 24 parrocchie nei comuni di Montalcino (7), Castiglione d'Orcia (4), San Quirico d'Orcia (2), Arcidosso (3), Castel del Piano (3), Cinigiano (3) e Seggiano (2).

### La sede di Colle di Val d'Elsa
Secondo la tradizione il cristianesimo fu portato nel territorio Colle di Val d'Elsa da san Marziale, discepolo dell'apostolo san Pietro, durante il suo viaggio verso la Gallia, dove avrebbe poi fondato la Chiesa di Limoges. L'antico castello di Colle e le sue pertinenze si trovavano ab antiquo sotto la diocesi di Volterra.
L'abbazia di San Salvatore a Spugna, che sorgeva alle porte del castello di Colle, giocò un ruolo importante nella strutturazione ecclesiastica del territorio, amministrandolo con giurisdizione sia civile che canonica almeno fino al secolo XII, quando iniziò ad emergere la figura dell'Arciprete della Pieve ad Elsa (situata originariamente nell'area dell'odierna Gracciano dell'Elsa), i cui diritti e prerogative vennero trasferiti sotto l'arcipretato del Beato Alberto da Chiatina alla chiesa del SS. Salvatore, all'interno delle mura del castello, che divenne così la chiesa principale di tutto il territorio colligiano. Non rare furono le controversie fra gli arcipreti di Colle e i vescovi di Volterra. Gli Arcipreti rivendicavano la loro autorità e la loro indipendenza dalla Chiesa volterrana in forza delle bolle papali di Pasquale II, di Gelasio II e di Adriano IV. Nel 1386 papa Urbano VI, per porre fine alla disputa, diede mandato all'Abate di San Galgano di risolvere la questione: non ne se conosce l'esito, ma nella bolla di erezione della diocesi, la collegiata di Colle venne qualificata come essere stata nullius dioecesis.
La diocesi di Colle di Val d'Elsa fu eretta il 5 giugno 1592 con la bolla Cum super universas di papa Clemente VIII, ricavandone il territorio dalle arcidiocesi di Firenze e di Siena, dalla diocesi di Fiesole e soprattutto dalla diocesi di Volterra. Fin dalla fondazione la diocesi fu suffraganea di Firenze. Il primo vescovo di Colle fu Usimbardo Usimbardi (1592-1612), nobile colligiano, già canonico della cattedrale di Santa Maria del Fiore in Firenze e uomo di fiducia del Granduca Ferdinando I de' Medici. Con Usimbardo iniziarono i lavori per demolire l'antica pieve e collegiata del Santissimo Salvatore ed edificare la nuova Cattedrale dei Santi Marziale, Faustino e Giovita, dedicata solennemente dal vescovo Giovanni Battista Buonaccorsi nel 1658.
Si deve al vescovo Cosimo della Gherardesca la fondazione nel 1618 del seminario vescovile nell'attuale piazza del Duomo e la costruzione del Palazzo vescovile, oltre all'indizione di diverse visite pastorali, in ottemperanza alle decisioni del concilio di Trento
Nella seconda metà del Settecento, fu proposto al Granduca di Toscana di trasferire il territorio della collegiata di San Gimignano alla diocesi di Colle, di erigerla in concattedrale e che i vescovi assumessero il doppio titolo di Colle e San Gimignano con residenza alternata ogni sei mesi. Questo progetto non fu attuato nella sua completezza. Il 18 settembre 1782, con la bolla Dum nos singulis, papa Pio VI trasferì dal territorio della diocesi di Volterra a quello di Colle la collegiata sangimignanese, con annesso territorio, per un totale di 29 parrocchie.
L'ultimo vescovo di Colle, il fiorentino Francesco Niccoli (1932-1965), acquistò nel 1937 dall'ordine dei frati minori conventuali l'antico convento di San Francesco, appena fuori le mura di Colle, con l'intento di trasferirvi il seminario vescovile, che fu inaugurato nel 1940. Il vescovo Niccoli, pur anziano e malato, fu presente a quasi tutte le sessioni del Concilio Vaticano II.
Alla vigilia dell'unione con Siena e Montalcino, la diocesi di Colle di Val d'Elsa comprendeva 63 parrocchie nei comuni di Casole d'Elsa (4), Castellina in Chianti (6), Colle di Val d'Elsa (15), Monteriggioni (3), Poggibonsi (14), Radda in Chianti, San Gimignano (16) e Sovicille (4).

### Le sedi unite
A partire dal 1965 la diocesi di Colle di Val d'Elsa rimase vacante, e dal 1970 anche la sede di Montalcino: in entrambi i casi fu nominato amministratore apostolico l'arcivescovo di Siena Mario Jsmaele Castellano. Per Colle di Val d'Elsa, Castellano si fece coadiuvare dai vescovi ausiliari Angelo Fausto Vallainc, dal 1970 al 1975, e da Fernando Charrier, dal 1984 al 1989. L'arcivescovo Castellano fu nominato vescovo di Colle di Val d'Elsa il 7 ottobre 1975 e di Montalcino il 19 gennaio 1978, unendo così in persona episcopi le tre sedi di Siena, Colle e Montalcino.
Per il governo di Montalcino mons. Castellano fu coadiuvato anche dal vescovo ausiliare Alessandro Staccioli, O.M.I., che ivi risiedette dal 1975 al 1985.
Il 30 settembre 1986, in forza del decreto Instantibus votis della Congregazione per i vescovi, fu stabilita la plena unione delle tre diocesi e la nuova circoscrizione ecclesiastica ha assunto il nome attuale.
Dal 28 maggio al 5 giugno 1994 l'arcidiocesi ha ospitato il XXII Congresso eucaristico nazionale, cui è intervenuto come legato pontificio il cardinale Giacomo Biffi. Nel 1996 ha accolto per la seconda volta papa Giovanni Paolo II in visita pastorale.
Dal 21 luglio 2022 è unita in persona episcopi alla diocesi di Montepulciano-Chiusi-Pienza.

## Cronotassi dei vescovi
Si omettono i periodi di sede vacante non superiori ai 2 anni o non storicamente accertati.

### Sede di Siena
- Lucifero ? † (306 circa)
- Floriano ? † (menzionato nel 313)[10]
- Dodo ? † (menzionato nel 440)
- Eusebio † (menzionato nel 465)
- Magno ? † (menzionato nel 520)
- Mauro ? † (menzionato nel 565)[11]
- Aymo ? † (menzionato nel 597)[12]
- Roberto ? † (menzionato nel 612)
- Piriteo ? † (menzionato nel 628)
- Antifredo ? † (menzionato nel 642)
- Mauro † (menzionato nel 649)
- Andrea ? † (menzionato nel 658)
- Gualterano † (menzionato nel 670)
- Gerardo ? † (menzionato nel 674)
- Vitaliano † (menzionato nel 680)
- Lupo ? † (689 - ?)
- Magno † (menzionato nel 700)
- Causirio † (menzionato nel 722)
- Adeodato † (circa 713/714 - circa 730)[13]
- Grosso † (menzionato nel 743)
- Peredeo † (menzionato nel 754 o nel 776)
- Giordano † (menzionato nel 761)
- Roberto † (menzionato nel 783)
- Giovanni ? † (menzionato nel 792)
- Gherardo ? †
- Andrea † (menzionato nel 795)
- Aimone † (795 - 800)
- Piriteo ? † (menzionato nell'800)
- Pietro † (menzionato nell'826)
- Tommaso ? † (menzionato nell'830)
- Anastasio † (menzionato nell'833)
- Gerardo ? † (menzionato nell'841)
- Concio o Canzio † (prima dell'844 - dopo l'853)
- Gherardo † (menzionato nell'855)
- Ambrogio † (menzionato nell'864)
- Ansifredo ? †
- Lupo † (881 - 897)
- Ubertino † (menzionato nel 900)
- Egidio † (menzionato nel 906)
- Teodorico † (menzionato nel 913)
- Gerardo † (927 - 947)
- Vitelliano ? †
- Pisano † (menzionato nel 963)
- Lucido ? †
- Ildebrando † (987 - 1000)
- Adeodato † (menzionato nel 1001)
- Giselberto † (menzionato nel 1013)
- Leone † (menzionato nel 1027)
- Adelberto ? † (menzionato nel 1036)
- Giovanni † (1037 - 1058)
- Antifredo ? † (menzionato nel 1058)
- Roffredo ? † (menzionato nel 1059)
- Amadio ? † (menzionato nel 1062)
- Adalberto † (circa 1065 - 1072)
- Rodolfo † (1073 - 1083)
- Gualfredo † (1084/1085 - 24 luglio 1127 deceduto)[14]
- Ranieri I † (1128 - 1166)
- Ranieri II † (15 maggio 1166 - 27 maggio 1170 deceduto)
  - Sede vacante (1170-1176)
- Gunterone † (20 giugno 1176 - 13 dicembre 1188 deceduto)
- Bono † (1189 - 25 ottobre 1215 deceduto)
- Bonfiglio † (1216 - 15 dicembre 1252 deceduto)
- Tommaso Fusconi, O.P. † (13 dicembre 1253 - 1273 deceduto)
- Bernardo di Boncio † (2 giugno 1273 - 1281 deceduto)
- Rainaldo di Uguccione Malavolti † (16 novembre 1282 - 8 giugno 1307 deceduto)
- Ruggero da Casole, O.P. † (9 luglio 1307 - 7 giugno 1316 deceduto)
- Donusdeo Malavolti † (23 maggio 1317 - dicembre 1350 deceduto)
- Azzolino Malavolti † (22 ottobre 1351 - 1º gennaio 1371 deceduto)
- Iacopo di Egidio Malavolti † (24 gennaio 1371 - 8 novembre 1371 deceduto)
- Guglielmo, O.F.M. † (24 novembre 1371 - 2 ottobre 1377 nominato vescovo di Győr)
- Luca Bertini, C.R.S.A. † (2 ottobre 1377 - 4 ottobre 1384 deceduto[15])
- Carlo Minutolo † (1384 - 1385 dimesso)
- Francesco Mormille † (13 novembre 1385 - 30 dicembre 1407 nominato vescovo di Cava de' Tirreni)
- Gabriele Condulmer, C.R.S.A. † (30 dicembre 1407 - 9 maggio 1408 dimesso, poi eletto papa con il nome di Eugenio IV)
- Antonio Casini † (20 luglio 1409 - 24 maggio 1426 dimesso)[16]
- Carlo Bartoli † (12 settembre 1427 - settembre 1444 deceduto)
- Cristoforo di San Marcello † (18 settembre 1444 - novembre 1444 deceduto)
- Neri da Montegarullo † (27 novembre 1444 - ottobre 1449 deceduto)
- Enea Silvio Piccolomini † (23 settembre 1450 - 19 agosto 1458, eletto papa con il nome di Pio II)
- Antonio Piccolomini, O.S.B. Cam. † (18 settembre 1458 - 8 novembre 1459 deceduto)
- Francesco Todeschini Piccolomini † (6 febbraio 1460 - 22 settembre 1503, eletto papa con il nome di Pio III)
- Giovanni Piccolomini † (1503 - 7 aprile 1529 dimesso)
- Francesco Bandini Piccolomini † (7 aprile 1529 - 1588 deceduto)
- Ascanio I Piccolomini † (1588 succeduto - 13 maggio 1597 deceduto)
- Francesco Maria Tarugi, C.O. † (15 settembre 1597 - 24 gennaio 1607 dimesso)
- Camillo Borghese † (24 gennaio 1607 - 8 ottobre 1612 deceduto)
- Metello Bichi † (17 dicembre 1612 - 23 marzo 1615 dimesso)
- Alessandro Petrucci † (23 marzo 1615 - 7 giugno 1628 deceduto)
- Ascanio II Piccolomini † (18 settembre 1628 - 18 marzo 1671 dimesso)
- Celio Piccolomini † (18 marzo 1671 - 24 maggio 1681 deceduto)
- Leonardo Marsili † (26 gennaio 1682 - 8 aprile 1713 deceduto)
- Alessandro Zondadari † (21 gennaio 1715 - 2 gennaio 1745 deceduto)
  - Sede vacante (1745-1747)
- Alessandro Cervini † (29 maggio 1747 - 13 novembre 1771 deceduto)
- Tiberio Borghesi † (1º giugno 1772 - 13 novembre 1792 deceduto)
- Alfonso Marsili † (3 dicembre 1792 - 27 dicembre 1794 deceduto)
- Antonio Felice Zondadari † (1º giugno 1795 - 13 aprile 1823 deceduto)
- Giuseppe Mancini † (12 luglio 1824 - 15 febbraio 1855 deceduto)
- Ferdinando Baldanzi † (28 settembre 1855 - 7 marzo 1866 deceduto)
  - Sede vacante (1866-1871)
- Enrico Bindi † (27 ottobre 1871 - 1876 deceduto)
- Giovanni Pierallini † (29 settembre 1876 - 1888 deceduto)
- Celestino Zini, Sch.P. † (1889 - 19 maggio 1892 deceduto)
- Benedetto Tommasi † (11 giugno 1892 - 4 settembre 1908 deceduto)
- Paolo Maria Barone † (27 novembre 1908 - 20 maggio 1909 deceduto)
- Prospero Scaccia † (5 giugno 1909 - 29 settembre 1932 deceduto)
- Gustavo Matteoni † (29 settembre 1932 succeduto - 17 novembre 1934 deceduto)
- Mario Toccabelli † (1º aprile 1935 - 14 aprile 1961 deceduto)
- Mario Jsmaele Castellano, O.P. † (6 giugno 1961 - 30 settembre 1986 nominato arcivescovo di Siena-Colle di Val d'Elsa-Montalcino)

### Sede di Colle di Val d'Elsa
- Usimbardo Usimbardi † (5 giugno 1592 - 1612 deceduto)
- Cosimo della Gherardesca † (11 febbraio 1613 - 10 maggio 1633 nominato vescovo di Fiesole)
- Tommaso Salviati † (21 agosto 1634 - 1º marzo 1638 nominato vescovo di Arezzo)
- Roberto Strozzi † (21 giugno 1638 - 12 giugno 1645 nominato vescovo di Fiesole)
- Giovanni Battista Buonaccorsi † (18 settembre 1645 - 1º gennaio 1681 deceduto)
- Pietro Petri, O.S.B.Cam. † (28 giugno 1681 - novembre 1703 deceduto)
- Domenico Ballati-Nerli, O.S.B.Oliv. † (15 settembre 1704 - 28 marzo 1748 deceduto)
- Benedetto Gaetani † (21 aprile 1749 - 12 giugno 1754 deceduto)
- Domenico Gaetano Novellucci † (21 luglio 1755 - 17 settembre 1757 deceduto)
- Bartolomeo Felice Guelfi Camaiani † (22 novembre 1758 - 6 agosto 1772 dimesso)
- Ranieri Mancini † (14 giugno 1773 - 15 aprile 1776 nominato vescovo di Fiesole)
- Luigi Buonamici † (15 aprile 1776 - 23 settembre 1782 nominato vescovo di Volterra)
- Niccolò Sciarelli † (16 dicembre 1782 - prima del 26 gennaio 1801 deceduto)
- Luigi Raimondo Vecchietti † (prima del 26 gennaio 1801 succeduto - gennaio 1805 deceduto)
- Niccolò Laparelli † (23 settembre 1805 - 23 marzo 1807 nominato vescovo di Cortona)
- Marcello Maria Benci † (23 marzo 1807 - 27 gennaio 1810 deceduto)
  - Sede vacante (1810-1815)
- Giuseppe Stanislao Gentili di Santa Sofia † (4 settembre 1815 - 1833 deceduto)
- Attilio Fiascaini † (19 dicembre 1834 - 30 gennaio 1843 nominato vescovo di Arezzo)
  - Sede vacante (1843-1847)
- Giuseppe Chiaromanni † (12 aprile 1847 - 29 luglio 1869 deceduto)
  - Sede vacante (1869-1871)
- Giovanni Pierallini † (22 dicembre 1871 - 29 settembre 1876 nominato arcivescovo di Siena)
- Marcello Mazzanti † (29 settembre 1876 - 27 marzo 1885 nominato vescovo di Pistoia e Prato)
- Luigi Traversi † (27 marzo 1885 - agosto 1891 deceduto)
- Alessandro Toti † (14 dicembre 1891 - 12 marzo 1903 deceduto)
- Massimiliano Novelli † (22 giugno 1903 - 15 gennaio 1921 dimesso[17])
- Giovanni Andrea Masera † (13 giugno 1921 - 18 febbraio 1926 deceduto)
- Ludovico Ferretti, O.P. † (18 novembre 1927 - 5 aprile 1930 deceduto)
  - Sede vacante (1930-1932)
- Francesco Niccoli † (12 maggio 1932 - 5 novembre 1965 deceduto)
  - Sede vacante (1965-1975)[18]
- Mario Jsmaele Castellano, O.P. † (7 ottobre 1975 - 30 settembre 1986 nominato arcivescovo di Siena-Colle di Val d'Elsa-Montalcino)

### Sede di Montalcino e Pienza
- Giovanni Cinughi † (7 ottobre 1462 - 30 settembre 1470 deceduto)
- Tommaso Testa Piccolomini † (26 ottobre 1470 - 1482 deceduto)
- Agostino Patrizi Piccolomini † (19 gennaio 1484 - 1495 deceduto)
  - Francesco Piccolomini † (31 ottobre 1495 - 1498 dimesso, poi eletto papa con il nome di Pio III) (amministratore apostolico)
- Girolamo Piccolomini I † (14 marzo 1498 - 1510 dimesso)
- Girolamo Piccolomini II † (9 dicembre 1510 - 1535 deceduto)[19]
- Alessandro Piccolomini † (20 novembre 1528 - dicembre 1553 dimesso)[20]
- Francesco Maria Piccolomini † (20 aprile 1554 - 1599 deceduto)[21]

### Sede di Montalcino
- Camillo Borghese † (7 gennaio 1600 - 24 gennaio 1607 nominato arcivescovo di Siena)
- Mario Cossa † (2 aprile 1607 - 1618 deceduto)
- Ippolito Borghese, O.S.B.Oliv. † (26 marzo 1618 - 1º settembre 1636 nominato vescovo di Pienza)
- Scipione Tancredi † (2 marzo 1637 - 13 aprile 1641 deceduto)
- Alessandro Sergardi † (21 ottobre 1641 - aprile 1649 deceduto)
- Antonio Bichi † (11 dicembre 1652 - 6 marzo 1656 nominato vescovo di Osimo)
- Lorenzo Martinozzi, O.S.B. † (16 ottobre 1656 - agosto 1663 deceduto)
- Fabio de' Vecchi † (14 gennaio 1664 - 1688 dimesso)
- Romualdo Tancredi, O.S.B.Oliv. † (9 agosto 1688 - 1694 deceduto)
- Giuseppe Maria Borgognini † (28 novembre 1695 - novembre 1726 deceduto)
- Bernardino Ciani, O.S.A. † (30 luglio 1727 - 9 agosto 1767 deceduto)
- Domenico Andrea Vegni † (14 dicembre 1767 - 8 novembre 1773 deceduto)
- Giuseppe Bernardino Pecci, O.S.B.Oliv. † (27 giugno 1774 - 1809 deceduto)
  - Sede vacante (1809-1815)
- Giacinto Pippi † (15 marzo 1815 - 12 luglio 1824 nominato vescovo di Chiusi e Pienza)
- Giovanni Bindi Sergardi † (20 dicembre 1824 - 18 novembre 1843 deceduto)
  - Sede vacante (1843-1850)
- Paolo Bertolozzi † (7 gennaio 1850 - 27 gennaio 1867 deceduto)
  - Sede vacante (1867-1872)
- Raffaele Pucci Sisti † (23 febbraio 1872 - 19 febbraio 1879 deceduto)
- Donnino Donnini † (19 settembre 1879 - 14 dicembre 1891 nominato vescovo di Arezzo)
- Amilcare Tonietti † (12 giugno 1893 - 25 settembre 1899 dimesso[22])
- Iader Bertini † (18 settembre 1899 - 27 settembre 1908 deceduto)
- Alfredo del Tomba † (29 aprile 1909 - 10 luglio 1937 dimesso[23])
- Ireneo Chelucci † (22 luglio 1938 - 8 giugno 1970 deceduto)
  - Sede vacante (1970-1978)[24]
- Mario Jsmaele Castellano, O.P. † (19 gennaio 1978 - 30 settembre 1986 nominato arcivescovo di Siena-Colle di Val d'Elsa-Montalcino)

### Sede di Siena-Colle di Val d'Elsa-Montalcino
- Mario Jsmaele Castellano, O.P. † (30 settembre 1986 - 14 novembre 1989 ritirato)
- Gaetano Bonicelli (14 novembre 1989 - 23 maggio 2001 ritirato)
- Antonio Buoncristiani (23 maggio 2001 - 6 maggio 2019 ritirato)
- Augusto Paolo Lojudice, dal 6 maggio 2019

## Statistiche
L'arcidiocesi nel 2023 su una popolazione di 194.000 persone contava 174.600 battezzati, corrispondenti al 90,0% del totale.
| anno                                                | popolazione | popolazione | popolazione | presbiteri | presbiteri | presbiteri | presbiteri                | diaconi | religiosi | religiosi | parrocchie |
| anno                                                | battezzati  | totale      | %           | numero     | secolari   | regolari   | battezzati per presbitero | diaconi | uomini    | donne     | parrocchie |
| --------------------------------------------------- | ----------- | ----------- | ----------- | ---------- | ---------- | ---------- | ------------------------- | ------- | --------- | --------- | ---------- |
| arcidiocesi di Siena                                |             |             |             |            |            |            |                           |         |           |           |            |
| 1950                                                | 81.940      | 82.000      | 99,9        | 224        | 149        | 75         | 365                       |         | 125       | 520       | 110        |
| 1969                                                | 100.000     | 100.000     | 100,0       | 185        | 115        | 70         | 540                       |         | 85        | 638       | 121        |
| 1980                                                | 99.950      | 108.000     | 92,5        | 154        | 119        | 35         | 649                       |         | 39        | 450       | 128        |
| diocesi di Montalcino                               |             |             |             |            |            |            |                           |         |           |           |            |
| 1950                                                | 39.980      | 40.000      | 100,0       | 45         | 41         | 4          | 888                       |         | 5         | 45        | 37         |
| 1969                                                | 25.764      | 25.787      | 99,9        | ?          | ?          | 5          | ?                         |         | 5         | 66        | 30         |
| 1980                                                | 24.581      | 24.735      | 99,4        | 38         | 33         | 5          | 646                       |         | 8         | 37        | 39         |
| diocesi di Colle di Val d'Elsa                      |             |             |             |            |            |            |                           |         |           |           |            |
| 1950                                                | 45.000      | 45.000      | 100,0       | 90         | 79         | 11         | 500                       |         | 14        | 98        | 73         |
| 1969                                                | 53.900      | 54.000      | 99,8        | ?          | ?          | 11         | ?                         |         | 14        | 102       | 74         |
| 1980                                                | 60.100      | 60.500      | 99,3        | 57         | 46         | 11         | 1.054                     | 1       | 15        | 70        | 75         |
| arcidiocesi di Siena-Colle di Val d'Elsa-Montalcino |             |             |             |            |            |            |                           |         |           |           |            |
| 1990                                                | 186.000     | 188.450     | 98,7        | 243        | 173        | 70         | 765                       |         | 72        | 537       | 186        |
| 1999                                                | 170.000     | 177.800     | 95,6        | 163        | 129        | 34         | 1.042                     | 3       | 37        | 302       | 145        |
| 2000                                                | 170.000     | 170.800     | 99,5        | 167        | 133        | 34         | 1.017                     | 3       | 36        | 330       | 145        |
| 2001                                                | 170.000     | 170.800     | 99,5        | 166        | 132        | 34         | 1.024                     | 4       | 36        | 330       | 145        |
| 2002                                                | 175.000     | 179.500     | 97,5        | 179        | 128        | 51         | 977                       | 7       | 58        | 319       | 145        |
| 2003                                                | 174.950     | 179.400     | 97,5        | 174        | 121        | 53         | 1.005                     | 7       | 57        | 312       | 141        |
| 2004                                                | 175.010     | 179.490     | 97,5        | 171        | 122        | 49         | 1.023                     | 7       | 54        | 305       | 141        |
| 2010                                                | 178.098     | 185.751     | 95,9        | 150        | 108        | 42         | 1.187                     | 9       | 48        | 278       | 178        |
| 2014                                                | 180.700     | 188.900     | 95,7        | 143        | 102        | 41         | 1.263                     | 7       | 49        | 210       | 156        |
| 2017                                                | 164.838     | 183.154     | 90,0        | 122        | 78         | 44         | 1.351                     | 9       | 48        | 199       | 156        |
| 2020                                                | 177.460     | 197.180     | 90,0        | 112        | 73         | 39         | 1.584                     | 9       | 42        | 163       | 139        |
| 2022                                                | 175.300     | 194.800     | 90,0        | 101        | 66         | 35         | 1.735                     | 7       | 37        | 138       | 139        |
| 2023                                                | 174.600     | 194.000     | 90,0        | 101        | 66         | 35         | 1.728                     | 7       | 38        | 185       | 139        |

### Per la sede di Siena
- Francesco Lanzoni, Le diocesi d'Italia dalle origini al principio del secolo VII (an. 604), vol. I, Faenza, 1927, pp. 564–567
- Diario Senese, parte II, Siena, 1854, pp. 870–878
- Giuseppe Cappelletti, Le Chiese d'Italia dalla loro origine sino ai nostri giorni, vol. XVII, Venezia, 1862, pp. 365–559
- (LA)  Bolla Triumphans Pastor, in Bullarum diplomatum et privilegiorum sanctorum Romanorum pontificum Taurinensis editio, Vol. V, pp. 150–152
- (LA)  Pius Bonifacius Gams, Series episcoporum Ecclesiae Catholicae, Leipzig, 1931, pp. 781–782
- (LA)  Konrad Eubel, Hierarchia Catholica Medii Aevi, vol. 1, p. 446; vol. 2, pp. XXXVIII, 235; vol. 3, p. 297; vol. 4, p. 312; vol. 5, p. 353; vol. 6, p. 375

### Per la sede di Colle di Val d'Elsa
- Giuseppe Cappelletti, Le Chiese d'Italia dalla loro origine sino ai nostri giorni, vol. XVII, Venezia, 1862, pp. 275–304
- (LA)  Pius Bonifacius Gams, Series episcoporum Ecclesiae Catholicae, Leipzig, 1931, pp. 748–749
- (LA)  Konrad Eubel, Hierarchia Catholica Medii Aevi, vol. 4, p. 156; vol. 5, p. 163; vol. 6, pp. 172–173

### Per la sede di Montalcino
- Giuseppe Cappelletti, Le Chiese d'Italia dalla loro origine sino ai nostri giorni, vol. XVIII, Venezia, 1862, pp. 441–471
- Gaetano Moroni, Dizionario di erudizione storico-ecclesiastica, vol. XLVI, Venezia, 1847, pp. 141–145
- (LA)  Bolla Pro excellenti, in Bullarum diplomatum et privilegiorum sanctorum Romanorum pontificum Taurinensis editio, Vol. V, pp. 166–169
- (LA)  Bolla Ad exequendum, in Bullarum diplomatum et privilegiorum sanctorum Romanorum pontificum Taurinensis editio, Vol. X, p. 143
- (LA)  Pius Bonifacius Gams, Series episcoporum Ecclesiae Catholicae, Leipzig, 1931, pp. 743–744
- (LA)  Konrad Eubel, Hierarchia Catholica Medii Aevi, vol. 2, p. 216; vol. 3, p. 212; vol. 4, p. 208; vol. 5, p. 227; vol. 6, p. 243